# Lambertus Tolnare
Lambertus Tolnare (tweede helft dertiende eeuw) was burgemeester van Brugge.

## Levensloop
Lambert Tolnare of De Tollenaere of ook nog Tolnuir, was handelaar. Hij behoorde tot de Brugse Hanze en eveneens tot de Gilde van makelaars. 
Hij kwam voor het eerst voor als lid van het stadsbestuur in 1270 en wel als burgemeester. Het is niet zeker dat hij voordien al lagere functies had vervuld.
De volgende jaren waren woelig in Vlaanderen en in de eerste plaats in Brugge. Het ging om een opstand van een deel van de handelaars en de ambachtslui tegen de graaf van Vlaanderen en de belastingen die hij oplegde. Dit leidde in 1280 en 1281 tot gewapende opstand, die bekend bleef onder de naam de Moerlemaye. Als burgemeester in 1281-1282 was Tolnare hier nauw bij betrokken. Hij koos duidelijk de zijde van de graaf van Vlaanderen en ontvluchtte de stad wanneer de opstand gewelddadig werd, om in 1283, eenmaal de rust hersteld, opnieuw tot het stadsbestuur te behoren. 
Men vindt hem terug:
- als burgemeester in 1270, 1281 en 1283.
- als schepen in 1276, 1278, 1280, 1283 en 1285.

In 1295 en 1297 kwam Lambert of Lamsinus of Lamminus Tolnare nogmaals voor onder de schepenen, enkele maanden later onder de thesauriers, in 1298 en 1300 opnieuw als schepen, in 1301 als raadslid. Het is onduidelijk of het nog steeds dezelfde Lambert betreft of dat het ging om een voornaamgenoot en wellicht zoon.
Vanaf 1288 treft men Wentein Tolnare aan als schepen, wellicht een zoon of familielid van Lambertus.

## Bron
- Dirk VANDENAUWEELE, Schepenbank en schepenen te Brugge (1127-1384). Bijdrage tot de studie van een gewone stedelijke rechts- en bestuursinstelling, met lijst van Wetsvernieuwingen van 1211 tot 1357, doctoraatsverhandeling (onuitgegeven), Katholieke Universiteit Leuven, 1977.